# Níquel Náusea
Níquel Náusea é uma tira de banda desenhada, criada pelo cartunista brasileiro Fernando Gonsales em 1985. Os personagens possuem um humor ácido, diversas vezes aproximando-se do humor negro e do nonsense. Seus nomes são paródias de objetos ou situações.
Lançada no jornal Folha de S.Paulo, foi publicada também na revista Níquel Náusea, editada por Gonsales, e em coletâneas publicadas pelas editoras Bookmaker e Devir.

## Personagens
- Niquel Náusea: Um rato que mora no esgoto, e seu melhor amigo é uma barata (Fliti) viciada em inseticida. É uma alusão ao personagem Mickey Mouse, porém ele alega não ser um camundongo.
- A barata Fliti: É na verdade um "barato", e tem este nome por causa do inseticida Flit, aplicado com um pulverizador manual (que o entorpece).
- Rato Ruter[1]: Mais parece um gato gordo, de tão grande que é. Vive perseguindo o Níquel Náusea, e tem este nome por causa de uma empresa - a Roto-Rooter especializada em desentupir canos. O nome Rato Ruter faz uma referência direta a tradicional desentupidora Roto-Rooter.
- A rata Gatinha: O Níquel Náusea a considera uma verdadeira "gata". Vindo de um rato, não sabemos se deve ser considerado um elogio, mas… Ela possui uma incrível capacidade de gerar filhotes, que são educados com todo o carinho que o método "tapão na oreia" permite.
- Sábio do Buraco: O mais velho dos ratos. Tem momentos de sabedoria, e momentos de esclerose. O difícil é saber qual é qual…

## Prêmios
A tira Níquel Náusea ganhou o Troféu HQ Mix 18 vezes, sendo 11 na categoria "melhor tira nacional" (1990 a 1992, 1994, 1995, 1997, 2002, 2004, 2008, 2009 e 2013) e 7 como "melhor publicação de tiras", pelas coletâneas publicadas pela Devir (2004 a 2007 e 2009 a 2011).